# 국제 아이키도 연맹
국제아이키도연맹(영어: International Aikido Federation, 일본어: 国際合気道連盟)은 세계의 아이키도를 관장하는 국제 스포츠 행정 기구이다.

## 같이 보기
- 아이키도